# Wiesner Gastronomie
Die Familie Wiesner Gastronomie AG (FWG) ist ein Gastronomiebetrieb mit Sitz in Dübendorf in der Deutschschweiz und gehört zu den 20 grössten Gastronomiebetrieben der Schweiz.
Im Geschäftsjahr 2023 erzielte das Unternehmen einen Umsatz von 98 Millionen Schweizer Franken.

## Geschichte

### Gründung und Anfänge
Die Ursprünge des Unternehmens reichen bis ins Jahr 1989 zurück, als der Unternehmensberater Erich Kaub zusammen mit Fredy Wiesner die Dr. Kaub & Wiesner AG gründete, die fortan als Beratungsunternehmen für die Gastronomiebranche fungierte. 1991 eröffnete Fredy Wiesner gemeinsam mit seiner Frau Anita und mit Geschäftspartnern aus Basel den ersten Gastronomiebetrieb Café Sandwich im Zürcher Seefeld.

### Expansion
Im Jahr 1997 eröffnete das erste australische Restaurant der Marke Outback Lodge in Zürich. Zwei Jahre später folgte ein weiteres Restaurant in Winterthur, und im Jahr 2001 wurde das Red Ochre Grill in Uster eröffnet. Ein Jahr darauf öffnete das Tanzhaus Alpenmax in Winterthur.
2004 eröffnete das Unternehmen mit dem Restaurant Nooch Asian Kitchen in Zürich sein erstes asiatisches Restaurant und kurz darauf die Negishi Sushi Bar in Basel im Jahr 2006. Seit September 2011 betreibt die FWG einen eigenen Lieferservice.
Mitte 2015 wurde das Burger-Restaurant The Butcher im Zürcher Niederdorf eröffnet. Im Juli 2015 wurde das Tanzhaus Alpenmax wieder geschlossen.
Im Juni 2019 eröffnete das Unternehmen in der Europaallee Zürich mit dem Miss Miu das grösste koreanische Restaurant in Zürich.
2020 übernahmen Daniel und Manuel Wiesner, die zweite Generation der Familie Wiesner, das Familienunternehmen.
Während des ersten Lockdowns im Jahr 2020 erweiterte das Unternehmen seinen Betrieb um drei sogenannte Ghost Kitchens (Kitchen Republic, Poke Nation und Angry Chicken), in denen hauptsächlich für den Take-away-Verkauf und Lieferdienst gekocht wird.
2022 führte die Geschäftsführung eine Lohntransparenz ein, sodass Mitarbeiter über die Unternehmenswebsite Informationen zu Löhnen anfordern können und externe Interessierte mithilfe eines Lohnrechners Einblick in die Lohnbänder erhalten. Zudem entschied die Geschäftsführung, ab Ende 2022 auf die Erstellung eines Jahresbudgets zu verzichten. Seit Anfang 2023 werden außerdem keine individuellen Prämien mehr an die Mitarbeiter ausgezahlt.
Ende des Jahres 2023 stellte die FWG auf bargeldloses Zahlen um, sodass Kunden nur noch elektronische Zahlungsmittel nutzen können.

### Jüngere Entwicklungen
Seit Anfang 2024 werden Trinkgelder auf den Lohnabrechnungen der Angestellten deklariert, sofern sie mehr als 10 Prozent des Lohns ausmachen. Diese Massnahme führt zwar zu einem Rückgang des Reallohns der Angestellten, erhöht jedoch den Gesamtlohn sowie die Beiträge an die Sozialversicherungen, was langfristig zu einer höheren Rente und besseren Absicherung bei Arbeitslosigkeit oder Krankheit führt. Nach Angaben des Bundesamts für Sozialversicherung (BSV) zählen Trinkgelder zum massgeblichen Lohn, wenn diese einen wesentlichen Teil des Entgelts ausmachen. Um sich gegen mögliche Kritik abzusichern, wurde die gesamte Dokumentation online verfügbar gemacht.
Anfang Juli 2025 erschien im Thuner Weber-Verlag das Buch Butter bis zum Rand von Journalist Steven Schneider. Das Werk gibt einen Einblick in das Familienunternehmen und soll auch ein Leitfaden für innovative Gastronomie sein.

## Unternehmensstruktur
Die FWG betreibt 31 Standorte in der Deutschschweiz unter den Marken Nooch, Negishi, Kitchen Republic, Miss Miu und Outback Lodge (Stand 2024).
Im Geschäftsjahr 2023 beschäftigte die FWG 866 Mitarbeiter aus 69 Nationen und erzielte einen Umsatz von 98 Millionen Schweizer Franken.

## Umsatzentwicklung
| Jahr                     | 2019 | 2020 | 2021 | 2022 | 2023 |
| ------------------------ | ---- | ---- | ---- | ---- | ---- |
| Umsatzerlöse in Mio. CHF | 60   | 60   | 77   | 94   | 98   |

## Nachhaltigkeit
Im Jahr 2020 erweiterte die FWG ihr Angebot in den Restaurants Nooch Asian Kitchen, Negishi Sushi Bar und The Butcher um mehr als 20 vegetarische und vegane Gerichte. Für ihre Speisen verwendet das Unternehmen Fische aus nachhaltiger Zucht sowie Fleisch aus artgerechter Haltung. Zudem greift die FWG auf vollständig recyclebare Boxen für den Take-away-Verkauf zurück und liefert die meisten Bestellungen per Fahrrad aus.
Um die CO₂-Emissionen zu reduzieren, begann das Unternehmen im Jahr 2021 damit, den CO₂-Ausstoss für jedes angebotene Gericht zu messen. Ein Jahr später führte die FWG als eines der ersten Schweizer Multi-Restaurant-Unternehmen eine CO₂-Transparenz ein. Dadurch erhalten Kunden sowohl online als auch in den Restaurants Informationen darüber, welche Gerichte klimafreundlich sind – also weniger als 629 Gramm CO₂-Emissionen verursachen.
Seit 2024 arbeitet die FWG mit Climeworks zusammen, um neben der eigenen Senkung des CO₂-Ausstoss von 10 Prozent bis Ende 2025 zusätzlich weitere 5 Prozent durch Climeworks mittels Carbon Capture and Storage zu absorbieren. Bis 2030 plant das Unternehmen eine Reduktion der CO₂-Emissionen um 40 Prozent und strebt an, bis 2050 klimaneutral zu sein.

## Auszeichnungen
- 2016: Best of Swiss Gastro Award in der Kategorie „Trend“ für das Zürcher Burgerlokal The Butcher durch eine Fachjury[24]
- 2018: Peppaward für den besten Lieferservice in Bern für das Restaurant Nooch durch den Schweizer Food-Delivery-Anbieter Eat.ch[25]
- 2023: Swiss HR Award für die im Jahr 2022 eingeführte Lohntransparenz[26][11]
- 2024: Nominierung des FWG Cashless Automation-Bezahlsystems bei den Best of Swiss Web-Awards als «bestes digitales Projekt des Jahres» durch eine Fachjury[27][28]